# Catherine Audard
Pour les articles homonymes, voir Audard.
Catherine Audard est professeure de philosophie morale et politique et auteure française, née en 1944. Elle enseigne la philosophie à la London School of Economics depuis 1991. Traductrice de certains ouvrages de John Rawls et de John Stuart Mill, elle a également publié une Anthologie historique et critique de l'utilitarisme en trois tomes (1999) le livre Qu'est-ce que le libéralisme ? (2009) ainsi que La démocratie et la raison (2019). Catherine Audard est chevalier de la Légion d'honneur.

## Présentation
Catherine Audard a été formée à l'École normale supérieure et à La Sorbonne. Elle a été professeur de philosophie au Lycée français de Londres. Elle enseigne la philosophie morale et politique à la London School of Economics et est la cofondatrice du Forum For European Philosophy, qui veut dresser des ponts entre la tradition philosophique continentale et la philosophie analytique.
Ses recherches portent sur des sujets normatifs en théorie politique : justice et égalité, multiculturalisme, libéralisme, républicanisme et démocratie délibérative.
Catherine Audard a également traduit des livres de 
John Rawls :
- Théorie de la justice, Le Seuil 1987 (édition originale 1971).
- Le Libéralisme politique, PUF 1995.

et de John Stuart Mill :
- Utilitarisme, PUF 1999.

## Quelques publications
Livres
- La démocratie et la raison. Actualités de John Rawls, Grasset, 2019.
- Qu'est-ce que le libéralisme ? Gallimard, 2009.
- John Rawls, Politique et métaphysique, (éd.), Paris, PUF, 2004
- Anthologie historique et critique de l'utilitarisme (3 tomes) Puf (coll philosophie morale) 1999[4],
  -  Jeremy Bentham et ses précurseurs
  -  L'utilitarisme victorien
  - Thèmes et débat de l'utilitarisme contemporain

Articles et documents de travail
- "John Rawls et les alternatives libérales à la laïcité", Revue Raisons politiques, vol. 2, n° 34, Paris, Presses de Science Po, septembre 2009.
- "Qu'est-ce que l'autorité morale ?" in A. Compagnon (éd.), L'autorité, Paris, Éd. Odile Jacob, 2008, p.  287-308.
- "Multiculturalism and the Politics of Recognition", in Engelsberg Seminar 2003, Axess Magazine, Stockholm, 2005
- "Socratic Citizenship: The limits of deliberative Democracy" in Tan Sor-Hoon (ed.), Challenging Citizenship: Group Membership and Cultural Identity in a Global Age, Ashgate Publishing Co, to appear in 2005
- "Normes internationales de justice et globalisation de l'éthique " to appear in Études internationales, University of Monkton Press, Winter 04-05.
- "Les deux niveaux de la réflexion morale : Mill et Hare", in J-Y.Goffi (ed.), Richard Hare, Paris, PUF, 2004
- "Rawls a-t-il une conception de la citoyenneté ?" in Revue de philosophie économique, n° 7, Paris, Vuibert, 2003
- "Rawls in France", The European Journal of Political Theory, vol. 1 n° 2, London, Sage Publications, 2002
- "Le principe de légitimité démocratique : le débat Rawls-Habermas", in Habermas ou la politique de la raison, Rainer Rochlitz éd, Paris, PUF, 2002
- "Citoyenneté multiculturelle et politique de la reconnaissance", Rue Descartes n° 37, Paris, PUF, 2002
- "Stabilising democracy: has Rawls a conception of citizenship?" in John Rawls, Ovidiu Caraiani ed, Bucharest (Romania), Polirom Press, 2002
- "Utilitarisme et éthique publique : le débat avec Rawls", in Cités n° 10, Paris, PUF, 2002
- "La crise de la philosophie politique" in Le Banquet n° 17, Paris, 2002
- "The French Republic and the Claims of Diversity ", in Cultural Identity and the Nation-State, C.Gould and P.Pasquino eds., New York, Rowan and Littlefield, 2001
- "Multiculturalisme et transformations de la citoyenneté" in Archives de philosophie du droit : L'américanisation du droit, tome 45, Paris, Dalloz, 2001
- "Souffrances sociales, reconnaissance et solidarité" in A Dor e o Sofrimento, M.J. Cantista ed., Porto (Portugal), Campo das Letras, 2001
- "Droits de l'homme et théories de la justice" in Justiça e Direitos Humanos, A.Da Silva Estanqueiro Rocha ed., Braga (Portugal), Universidade do Minho Press, 2001
- "Citoyenneté" in Dictionnaire d'éthique et de philosophie morale, M. Canto-Sperber éd., Paris, PUF, 2001
- "La tradition utilitariste : Bentham, Mill, Sidgwick", in Histoire de la philosophie politique, vol. 4, Alain Renaut éd., Paris, PUF, 1999
- "La démocratie face aux défis du pluralisme" in Quelles valeurs pour demain ?, Paris, Le Seuil, 1998.
- "French Laïcité and the Claims of Diversity" in Franco-British Studies n° 23, Paris, British Institute, 1997
- "Political Liberalism, Secular Republicanism: two answers to the challenges of pluralism", in Philosophy and Pluralism, David Archard ed., Cambridge, Cambridge University Press, 1996
- "Justice" et "Utilitarisme" in Dictionnaire d'éthique et de philosophie morale, M. Canto-Sperber éd, Paris, PUF, 1996
- "The Idea of Public Reason" in Ratio Juris vol. 8 n° 1, Oxford, Blackwell, 1995